# Kaspar Capparoni
Kaspar Capparoni, född 1 augusti 1964 i Rom, Lazio, Italien, är en italiensk skådespelare inom TV och film. Han spelar "Lorenzo Fabbri" i TV-serien Kommissarie Rex.